# 恋愛マスター
『恋愛マスター』（れんあいマスター）は、一部TBS系列局で放送されたTBS製作の恋愛バラエティ番組。毎日放送以外のネット局では2002年10月2日から2003年3月26日まで、『Pooh!』水曜第1部の番組として放送。

## 概要
持田香織と原沙知絵と真中瞳が毎回恋愛について語りあっていた深夜番組である。具体的には、3人が持ち回りで様々な恋愛シチュエーションをテーマにした実験企画に参加し、「恋愛マスターズ」と呼ばれる恋愛経験豊富な人物と組んで企画を進めていくというものだった。そして、それを基に3人でトークを展開した。
番組は、失恋して新しい恋を始めたいと思っている一般女性を募集していた。また、視聴者から思い出のラブソングやその曲にまつわるエピソードなどを募集し、2002年12月24日放送分の番組スペシャルの企画に反映させたこともあった。

## 出演者

### 司会
- 持田香織
- 原沙知絵
- 真中瞳

### ナレーター
- 森篤夫

## テーマ曲
- UNSPEAKABLE （Every Little Thing） - 番組企画「7メモリーズ」のテーマ曲。

## 放送局
| 放送対象地域 | 放送局              | 系列    | 放送日時                                                       | 備考       |
| ------------ | ------------------- | ------- | -------------------------------------------------------------- | ---------- |
| 関東広域圏   | 東京放送（TBS）     | TBS系列 | 水曜 23:55 - 翌0:30 （『Pooh!』水曜第1部）                     | 製作局     |
| 中京広域圏   | 中部日本放送（CBC） | TBS系列 | 水曜 23:55 - 翌0:30 （『Pooh!』水曜第1部）                     | 同時ネット |
| 近畿広域圏   | 毎日放送（MBS）     | TBS系列 | 土曜 1:30 - 2:05 （金曜深夜、『フライデーエキスプレス』第3部） | 遅れネット |